# Victorin Hameni Bieleu
Victorin Hameni Bieleu est un homme politique camerounais. Il est originaire du Haut Nkam, dans l'ouest du Cameroun.

## Biographie

### Carrière
Il est candidat malheureux à l'élection présidentielle au Cameroun et chef de parti politique,,,. 